# Håvard Flo
Pour les articles homonymes, voir Flo.
Håvard Flo, né le 4 avril 1970 à Stryn (Norvège), est un footballeur norvégien, qui évoluait au poste d'attaquant au Werder Brême et en équipe de Norvège.
Flo a marqué sept buts lors de ses vingt-six sélections avec l'équipe de Norvège entre 1996 et 2004. 
Il est le cousin de Jostein Flo et Tore André Flo.

## Biographie
Håvard Flo a terminé sa carrière à Sogndal Fotball à la fin de la saison 2008 en novembre. Il a joué pour Stryn et Sogndal IL, avant son départ de Norvège en 1994 et joué pour l'AGF Aarhus, le Werder Brême, et les Wolverhampton Wanderers. Il retourne à Sogndal en 2001.
Il a été membre de l'équipe norvégienne en 1998 à la Coupe du monde de football dans laquelle il a aussi marqué lors du match nul contre l'Écosse, et est un cousin d'autres footballeurs célèbres : Jostein Flo, Tore André Flo et Jarle Flo. Son neveu, Per-Egil Flo a également joué pour Sogndal. 
Son dernier match était dans la deuxième étape play-off contre Aalesund. Sogndal a perdu 7-2 sur l'ensemble, mais Flo a marqué le seul but  deSogndal à l'extérieur et a même été applaudi par les supporters de Aalesund. Il continue dans l'administration de Sogndal.
Flo est un joueur fort physiquement, célèbre pour son jeu de tête.

## Carrière
- 1990 -1994 : Sogndal IL
- 1994 -1996 : AGF Aarhus
- 1996 -1999 : Werder Brême
- 1999 -2001 : Wolverhampton Wanderers
- 2001 -2008 : Sogndal IL

## Palmarès

### En équipe nationale
- 26 sélections et a buts avec l'équipe de Norvège entre 1996 et 2004.
- Participation à la coupe du monde 1998.

### Avec AGF Aarhus
- Vainqueur de la Coupe du Danemark en 1996.

### Avec le Werder Brême
- Vainqueur de la Coupe d'Allemagne en 1999.